# Hörton
Hörtöne sind Signaltöne, die im Telefonhörer oder über den Lautsprecher eines Endgerätes zu hören sind. In Taktung, Tonabfolge und/oder Tonhöhe unterschiedliche Hörtöne signalisieren Teilnehmern den aktuellen Zustand eines Telefonanschlusses bei Fernsprechnetzen (Telefonnetz, Mobilfunknetz) und Telefonanlagen.

## Tonarten
- Der Wählton (veraltet Freizeichen,[1] Amtszeichen, Amtsfreizeichen,[2] englisch: dial tone) signalisiert dem Anrufer die Bereitschaft der Vermittlungseinrichtung (Vermittlungsstelle, Telefonanlage) zur Entgegennahme der Wahlinformation (Rufnummer).

Für den internen Wählton von Telefonanlagen gibt es keine Standardisierung, er unterscheidet sich jedoch in der Regel vom regulären Wählton.
- Der Sonderwählton informiert den Teilnehmer über besondere Zustände oder Eigenschaften des Telefonanschlusses, wie zum Beispiel über eine aktivierte Rufumleitung oder eine eingegangene Nachricht eines Anrufers.
- Der Freiton (auch Freizeichen[3], englisch: ring-back tone) signalisiert dem Anrufer, dass die Leitung zum Angerufenen frei ist und der Teilnehmer gerufen wird.
Unter der Bezeichnung Freizeichenton bieten Netzbetreiber seit einigen Jahren gegen eine zusätzliche Gebühr einen Dienst an, mit dem Anschlussinhaber ihren Anrufern den Freiton mit Musikstücken unterlegen lassen können; es handelt sich hier quasi um das Gegenstück zu den Klingeltönen.
- Der Anklopfton signalisiert einem telefonierenden Teilnehmer, dass ein weiterer Anruf bei ihm ankommt und wartet.
- Ein Besetztton (Teilnehmerbesetzt) signalisiert dem Anrufer, dass der Angerufene gerade telefoniert oder den Anruf abgewiesen hat.
- Der Gassenbesetztton unterscheidet sich von Teilnehmerbesetzt durch eine schnellere Tonfolge (Teilnehmerbesetzt: ca. ein Ton pro Sekunde, Gassenbesetzt: ca. zwei Töne pro Sekunde; die Töne sind dabei ebenso lang wie die Pausen, jeweils ca. eine Viertelsekunde). Wenn beim Verbindungsaufbau zum Angerufenen Nichtverfügbarkeiten bei Vermittlungseinrichtungen auftreten, erhält der Anrufer bei vielen Netzbetreibern diesen besonderen Besetztton.
Der Ausdruck Gassenbesetzt bedeutet dabei, dass eine bestimmte Rufnummerngasse nicht erreichbar ist infolge einer Überlastung oder Störung, z. B. alle Nummern des Ortsnetzes, die mit 50xxxx beginnen, oder bei Call-by-Call eine Überlastung oder Störung des ausgewählten Anbieters. Man bekommt den Gassenbesetztton in der Regel schon zu hören, bevor man die vollständige Nummer zu Ende gewählt hat. Alternativ wird die Ansage „Teilnehmer vorübergehend nicht erreichbar“ eingespielt, oder bei Anrufen aus dem Mobilfunk ertönt eine kurze Folge von drei Tönen als Zeichen für die Netzüberlastung.
- Der Haltton wird im Haltezustand eines Gespräches gesendet und signalisiert die vorläufige Sprachunterbrechung zum anderen Teilnehmer, der ebendiesen auf Halten gesetzt hat. Dies ermöglicht zum Beispiel dem anderen Teilnehmer eine weitere Verbindung zu einem dritten Gesprächspartner aufzubauen, um eine Rückfrage während eines aktiven Gespräches einzuholen.
- Der Aufschalteton oder Aufmerksamkeitston (kurz Aufton) signalisiert allen beteiligten Teilnehmern, dass sich jemand der bestehenden Verbindung aufgeschaltet hat und mithört. Zu Zeiten der manuellen Vermittlung wurde das Zeichen benutzt, wenn das Fernamt in ein bestehendes Ortsgespräch hinein auf ein wichtiges Ferngespräch hinwies.[4]
- Quittungstöne werden bei der Programmierung von Anschluss- und Telefoneinstellungen sowie bei der Aktivierung von Leistungsmerkmalen per Telefonapparat zum Teilnehmer gesendet.
- Warntöne werden in Ausnahmesituationen gesendet, die eine Blockade eines Gerätes anzeigen oder auf eine besonders hohe Gebühr für einen Anruf hinweisen. Ein Beispiel für die Blockade eines Gerätes ist der Howlertone, der selbst in größerer Entfernung hörbar auf einen nicht aufgelegten Telefonhörer hinweisen soll. Allerdings wird der Howlertone wegen seines Gefährdungspotentials für das menschliche Gehör bei ans Ohr gehaltenem Hörer in Europa nicht verwendet, ist aber in Asien und Amerika weit verbreitet.
- Sonderinformationston (SIT) signalisiert dem rufenden Teilnehmer, dass besondere Umstände eine Verbindung nicht möglich machen. Am bekanntesten dürfte die Tonfolge dreier ansteigender kurzer Töne bei der Wahl einer nicht vergebenen Rufnummer sein, gegebenenfalls ergänzt um die Ansage „Kein Anschluss unter dieser Nummer“.

Ein weiterer Ton, der aber nicht wie die anderen im Hörer zu hören ist, ist der Rufton oder Klingelton (englisch: ring tone). Als Rufton wird im Allgemeinen das Klingeln des Telefons beim Angerufenen bezeichnet. Bei analogen Telefonen wird ein ankommender Anruf durch die Rufspannung signalisiert, die traditionell gleichzeitig die Energie zur Erzeugung des Ruftons/Klingelns (z. B. durch eine Telefonklingel) liefert. Bei bspw. ISDN-Geräten, IP-Telefonen und im Mobilfunk jedoch erfolgt die Signalisierung getrennt von der Erzeugung des Ruftones.

## Hörtöne (Deutschland)
Folgende Hörtöne gibt es spätestens seit 1999 in ganz Deutschland, sowohl im Fest- als auch im Mobilfunknetz:
| Ton                                                                   | Frequenz [Hz] | Takt: Tonlänge [ms] – Pausenlänge [ms]                                  |
| --------------------------------------------------------------------- | ------------- | ----------------------------------------------------------------------- |
| Wählton nach 1 TR 110-1, Kap. 8.1                                     | 425           | Dauerton                                                                |
| Sonderwählton nach 1 TR 110-1, Kap. 8.2                               | 425 + 400     | Dauerton                                                                |
| Freiton nach 1 TR 110-1, Kap. 8.3                                     | 425           | 1000 – 4000                                                             |
| Teilnehmerbesetztton nach 1 TR 110-1, Kap. 8.4                        | 425           | 480 – 480                                                               |
| Gassenbesetztton nach 1 TR 110-1, Kap. 8.5                            | 425           | 240 – 240                                                               |
| Aufschalteton nach 1 TR 110-1, Kap. 8.6                               | 425           | 240 – 240 – 240 – 1280                                                  |
| Anklopfton nach 1 TR 110-1, Kap. 8.7                                  | 425           | 1. Takt 200 – 200 – 200 – 1000, ab 2. Takt: 200 – 200 – 200 – 5000      |
| Hinweiston nach 1 TR 110-1, Kap. 8.8 (Beispielsound deutlich lauter!) | 950/1400/1800 | ohne Ansage: 330 – 330 – 330 – 1000; mit Ansage: 330 – 330 – 330 – 1600 |

## Weitere Hörtöne (Deutschland)
| Ton                                      | Frequenz [Hz] | Länge                                      |
| ---------------------------------------- | ------------- | ------------------------------------------ |
| Suchton 1 nach 1 TR 110-1, Kap. 8.9      | 800           | Dauerton                                   |
| Suchton 2 nach 1 TR 110-1, Kap. 8.9      | 1100 + 1200   | Dauerton                                   |
| Disabling-Ton nach 1 TR 110-1, Kap. 10.6 | 2100          | 4000 ms (Phasensprung um 180° alle 450 ms) |

Die genaue Spezifikation der im Bereich der Deutschen Telekom verwendeten Hörtöne findet man in der Technischen Beschreibung der analogen Wählanschlüsse am T-Net/ISDN der T-Com (1TR110-1).

## Tonerzeugung
Bei elektromechanischen Vermittlungsstellen wurden die Hörtöne mit Ruf- und Signalmaschinen erzeugt, die ebenfalls elektromechanische Bauteile sind. Diese analoge Vermittlungstechnik wurde schrittweise durch digitale Systeme ausgewechselt, bei denen die Hörtöne elektronisch generiert werden.

## Historische Hörtöne (Deutschland)
Bis Ende 1998 waren in der Bundesrepublik Deutschland vorwiegend EMD-Vermittlungsstellen im Einsatz, in der DDR meist noch deren Vorgänger mit Hebdrehwählern. Deren Ruf- und Signalmaschinen (RSM) erzeugten charakteristische und gut hörbare Töne.
Der Grundton dieser Hörtöne bestand aus zwei sich überlagernden Sinustönen mit einer Frequenz von etwa 440 bis 480 Hz, der entsprechend der jeweiligen Bedeutung getaktet wurde.
Folgende Tabelle beinhaltet die Töne, die bis zu dem Zeitpunkt der technischen Umstellung in den 1990er Jahren zu hören waren.
Der Wählton allerdings wurde in der Bundesrepublik bereits 1979 geändert. Der unterbrochene Wählton (Amtston), das Morsezeichen für den Buchstaben „A“ (Amt), wurde am 27. September 1979 von dem ungetakteten Grundton abgelöst. In der DDR hingegen war das Morse-A noch bis weit nach der Wiedervereinigung zu hören und wurde erst nach und nach mit der Digitalisierung der Fernmeldeämter abgeschafft. Im BASA-Fernsprechnetz der deutschen Eisenbahnunternehmen wurde das Amt nicht mit dem Morse-A, sondern mit dem entsprechenden Ortsnamen der Vermittlungsstelle als Morsezeichen oder Sprachansage kenntlich gemacht.
| Ton              | Frequenz [Hz] | Takt: Tonlänge [ms] – Pausenlänge [ms] | Schema |
| ---------------- | ------------- | -------------------------------------- | ------ |
| Wählton bis 1979 | ~ 475         | 200 – 300 – 700 – 800 (Morse-A)        |        |
| Wählton ab 1979  | ~ 475         | Dauerton                               |        |
| Freiton          | ~ 475         | 1000 – 4000                            |        |
| Besetztton       | ~ 475         | 125 – 475                              |        |